# Nový život

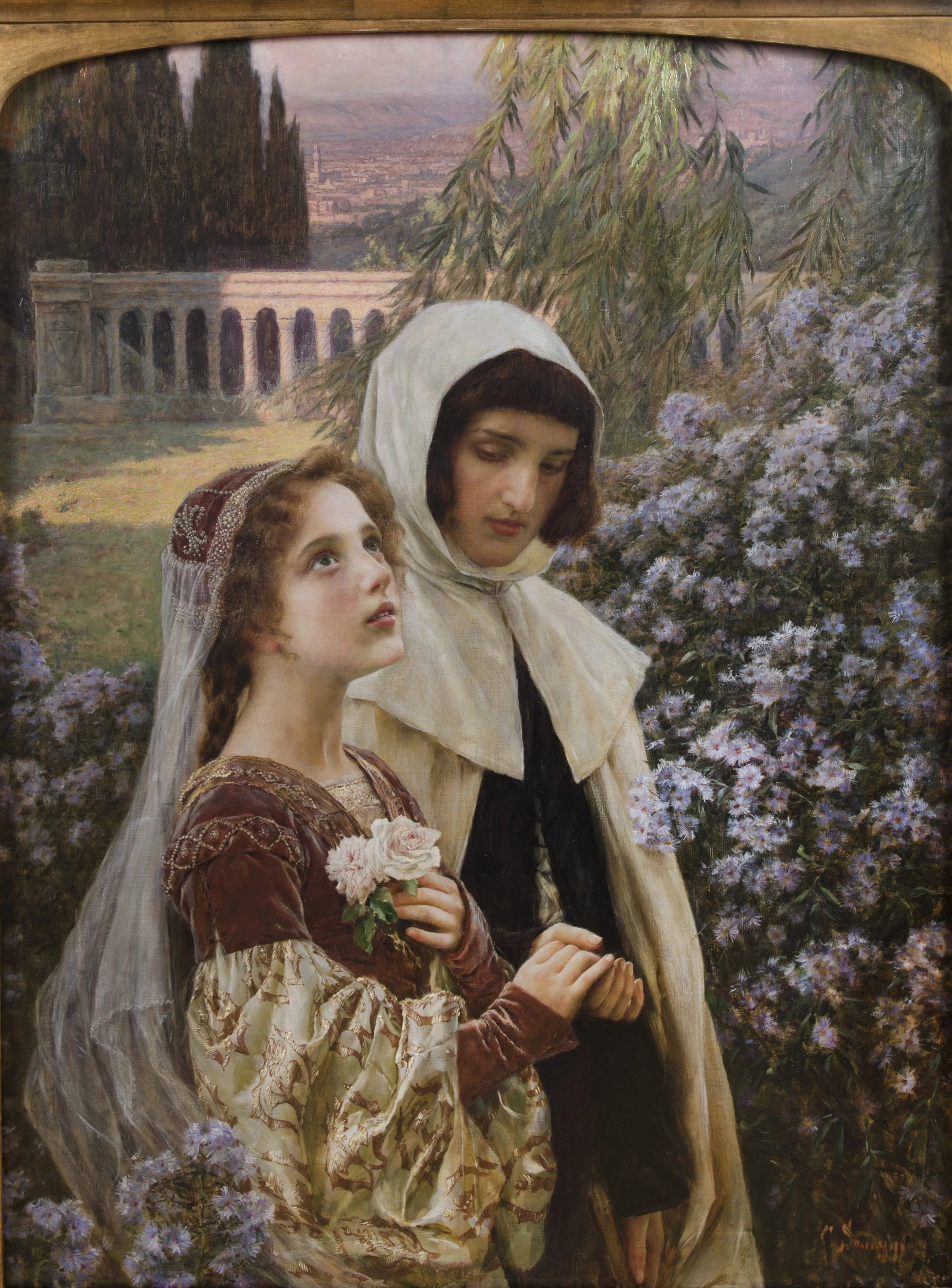
"Incipit vita nova" - "Dante a Beatrice v zahradě", 1903 mistrovské dílo prerafaelitského stylu od Cesare Saccaggiho z Tortony

Nový život (italsky La Vita Nuova) je jedním z raných děl italského básníka a spisovatele Danta Alighieriho. Text, tvořený napůl verši a napůl prozaickým textem, byl sepsán roku 1295 jako vyjádření tzv. dvorské lásky Danteho k půvabné Beatrici Portinari. Za pozornost stojí, že je psán italsky, a patří tak k dílům, která umožnila založit toskánský dialekt a tím dát také základy současné italštině.

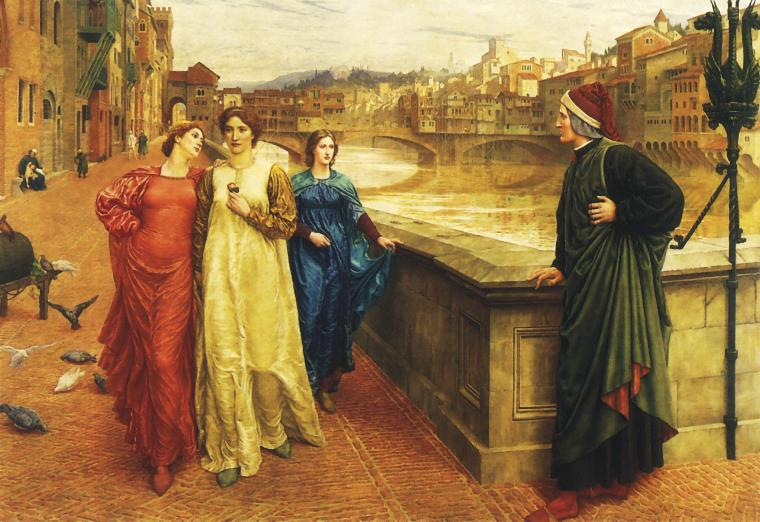
Dante a Beatrice – Henry Holiday (1839 - 1927) 1883, olej na plátně, 140 x 199 cm

## Struktura
Text je členěn do 42 kapitol, které obsahují 25 sonetů, jednu balatu a čtyři kancóny, z nichž jedna zůstala nedokončena kvůli náhlé smrti Beatrice. Kapitoly, které obsahují básně, se skládají ze tří částí: z částečně autobiografického vyprávění, samotné básně a komentáře, který báseň po částech rozebírá.

## Ukázky
Předmluva
V té části knihy mých vzpomínek, před níž jen málo lze číst, stojí nadpis, který říká: „Incipit vita nova: Zde začíná nový život.“ Pod tímto nápisem shledávám napsána slova, která mám v úmyslu vložit do této knížky, a pokud ne všechna, tak alespoň jejich podstatu.